# Ornatotholus
Genre
Espèce
Ornatotholus est l'ancien nom de genre  d'un dinosaure herbivore pachycéphalosaure du Crétacé supérieur ayant vécu en Alberta (Canada) et au Montana (États-Unis). Il est considéré aujourd'hui comme appartenant au genre Stegoceras,.